# Jicchak Baer
Jicchak Baer (hebrejsky: יצחק בער, ‎20. prosince 1888 – 22. ledna 1980) byl německo-izraelský historik a odborník na středověké dějiny španělských Židů.

## Biografie
Narodil se v německém Halberstadtu a vystudoval filosofii, historii a klasickou filologii na Berlínské univerzitě, Štrasburské univerzitě a Freiburské univerzitě. V roce 1930 podnikl aliju do britské mandátní Palestiny, kde začal přednášet středověké židovské dějiny na Hebrejské univerzitě v Jeruzalémě. V letech 1932 až 1945 na této univerzitě působil jako profesor středověkých dějin.

## Ocenění
- 1945 – Bialikova cena za židovské myšlení[1]
- 1958 – Izraelská cena a kategorii židovská studia[2]
- 1968 – Jakir Jerušalajim[3]

## Dílo
- Studien zur Geschichte der Juden im Konigreich Aragonien: wahrend des 13. und 14. Jahrhunderts. Berlín: E. Ebering, 1913
- Das Protokollbuch der Landjudenschaft des Herzogtums Kleve: erster Teil: die Geschichte des Landjudenschaft Herzogtums Kleve. Berlín: C.A. Schwetschke, 1922
- Untersuchungen über Quellen und Komposition des Schebet Jehuda. Berlín: C.A. Schwetschke, 1923
- Galut. Berlín: Shocken, 1936
- Land of Israel and Exile to the Medieval Ages. Jeruzalém, 1936.
- History of Jews in Christian Spain. Tel Aviv: Am Oved 1945, revidováno a rozšířeno v roce 1959.
- Peoples of Israel: Studies in the History of the Second Temple Period of the Mishna, the Foundations of Law and Faith. Jeruzalém: Bialik Institute, 1955.
- Exile (překlad z němčiny): Jisra'el Eldad, Bialik Institute, Jerusalem, 1980.
- Studies and Essays in the History of Israel (hebrejsky), 1985. Jeruzalém: Israeli Historical Society, 1985.